# Tegenaria pieperi
Tegenaria pieperi är en spindelart som beskrevs av Brignoli 1979. Tegenaria pieperi ingår i släktet husspindlar, och familjen trattspindlar. Inga underarter finns listade i Catalogue of Life.